# Кунтугушевский сельсовет
Кунтугушевский сельсовет — муниципальное образование в Балтачевском районе Башкортостана.

## История
Согласно «Закону о границах, статусе и административных центрах муниципальных образований в Республике Башкортостан» имеет статус сельского поселения.

## Население
| 2002  | 2009  | 2010  | 2012  | 2013  | 2014  | 2015  |
| ----- | ----- | ----- | ----- | ----- | ----- | ----- |
| 1347  | ↗1521 | ↘1351 | ↘1314 | ↘1282 | ↘1215 | ↘1186 |
| 2016  | 2017  |       |       |       |       |       |
| ↘1149 | ↘1123 |       |       |       |       |       |

## Состав сельского поселения
| № | Населённый пункт | Тип населённого пункта          | Население |
| - | ---------------- | ------------------------------- | --------- |
| 1 | Нижнеиванаево    | деревня, административный центр | ↘314      |
| 2 | Верхнеиванаево   | деревня                         | ↘296      |
| 3 | Кунтугушево      | деревня                         | ↘247      |
| 4 | Тузлубино        | деревня                         | ↘245      |
| 5 | Янтимирово       | деревня                         | ↘205      |
| 6 | Новоуразаево     | деревня                         | ↘44       |